# Quincey (Côte-d’Or)
Quincey – miejscowość i gmina we Francji, w regionie Burgundia-Franche-Comté, w departamencie Côte-d’Or.
Według danych na rok 1990 gminę zamieszkiwało 316 osób, a gęstość zaludnienia wynosiła 57 osób/km² (wśród 2044 gmin Burgundii Quincey plasuje się na 600. miejscu pod względem liczby ludności, natomiast pod względem powierzchni na miejscu 1207.).